# مقبرة بيت حاييم

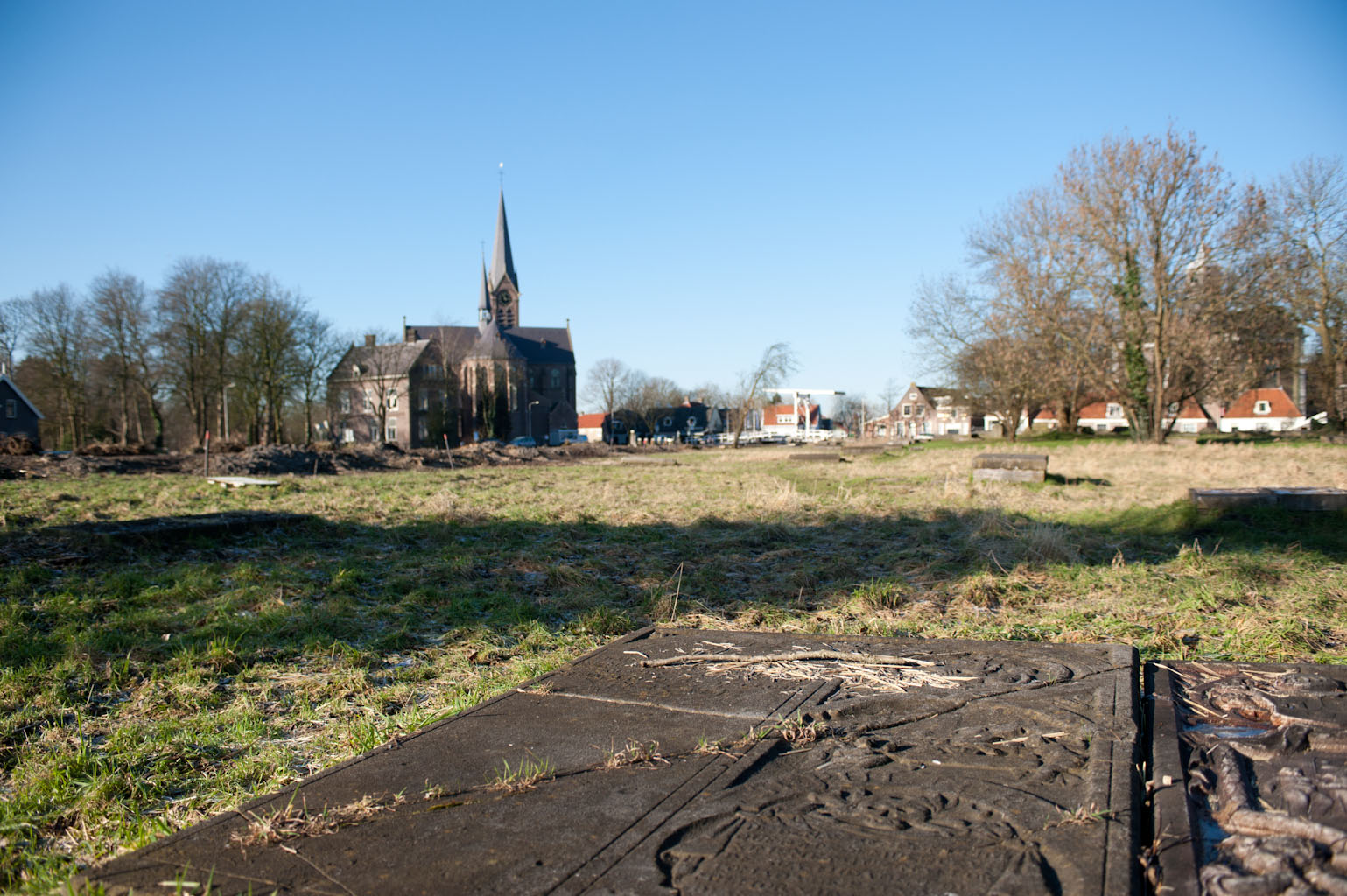

مقبرة بيت حاييم هي أقدم مقبرة يهودية في هولندا. تقع في قرية أودركيرك آن دي أمستيل بالقرب من العاصمة أمستردام.
اشترتها الجالية اليهودية في عام 1614. ونجد في المقبرة أحيانا شواهد قبور مكتوبة باللغات الهولندية والعبرية والبرتغالية، وهذا يرجع إلى تنوع الأشخاص المدفونين بها. وهناك لوحات فنية للرسام الهولندي ياكوب فان رويسدال مستوحاة من المقبرة. وتسمى تلك اللوحات عادة باسم لوحات المقبرة اليهودية في أودركيرك، وقد جنح الرسام بخياله فيها لذلك بعض المشاهد بها لا تمت للواقع.
من الشخصيات المدفونة بالمقبرة: الحاخام ميناسيح بن إسرائيل صديق الرسام الشهير رامبرانت فان راين. والدكتور إلياهو مونتالتو الطبيب الشخصي لماريا دي ميدتشي. ووالدا الفيلسوف باروخ سبينوزا. والدبلوماسي المغربي صاموئيل بالاش.

## أعلام
- صامويل آل بالاتش